# Vymítač ďábla
Vymítač ďábla (anglicky: The Exorcist) je americký hororový film režiséra Williama Friedkina z roku 1973, řadící se mezi díla tzv. Nového Hollywoodu. Film byl natočen podle stejnojmenného románu Williama Petera Blattyho, vydaného roku 1971. Snímek pojednává o démonem posedlé dvanáctileté dívce Regan, kterou se její matka Chris snaží zachránit pomocí exorcismu, a za tímto účelem osloví o pomoc kněze Damiena Karrase. Hlavní role zde ztvárnili Ellen Burstyn, Max von Sydow, Jason Miller a Linda Blair jako Regan MacNeil. 
Na produkci adaptace knižního bestselleru se podílel také sám autor předlohy William Peter Blatty, jenž si zároveň ve filmu zahrál malou cameo roli. Samotná produkce snímku byla značně komplikovaná, díky čemuž vzniklo o filmu mnoho legend. Herci byli podrobováni fyzickému a psychickému nátlaku, pro realistické vyznění scén, z čehož si kupříkladu představitelky hlavních rolí Ellen Burstyn a Linda Blair odnesly poškození zad. Požár kulis ve studiu či smrt některých členů štábu dalo poté vzniknout řadě mýtů o prokletém natáčení, které podporovalo a spoluvytvářelo i samotné filmové studio doprovodnými propagačními materiály. Snímek byl hodnocen kategorií R, tj.pro mladší 17 let jen v doprovodu rodičů. Samotná distribuce filmu vzbudila značnou kontroverzi pro reakce některých diváků, kteří během projekce opouštěli sál v šoku, omdlévali či zvraceli. Proti projekci filmu vystoupili církevní představitelé a dokonce i některá města. Vzedmutá vlna kontroverze, spolu s již předchozími zprávami o komplikované produkci, však jen umocnila zájem o film, a na projekce se stály dlouhé fronty před kiny.
Na 46. ročníku udílení Oscarů byl Vymítač ďábla nominován na cenu v celkem 10 kategoriích, z nichž nakonec proměnil dvě – za nejlepší zvuk a nejlepší adaptovaný scénář. Postupem času si snímek vydobyl kultovní status, a začal být považován za důležitý milník v historii kinematografie. V roce 2000 byl vydán Extended Director's Cut, doplněný o některé původně vystřižené scény.

## Děj
V severní Iráku, během archeologických vykopávek, nalezne otec Lankester Merrin vedle sebe medailon svatého Josefa artefakt starověkého démona Pazuzu. Později se Merrin setkává ještě jednou s vyobrazením tohoto démona, tentokrát v podobě velké sochy, během něhož se zvedne silný vítr doprovázený peroucími se psy opodál. 

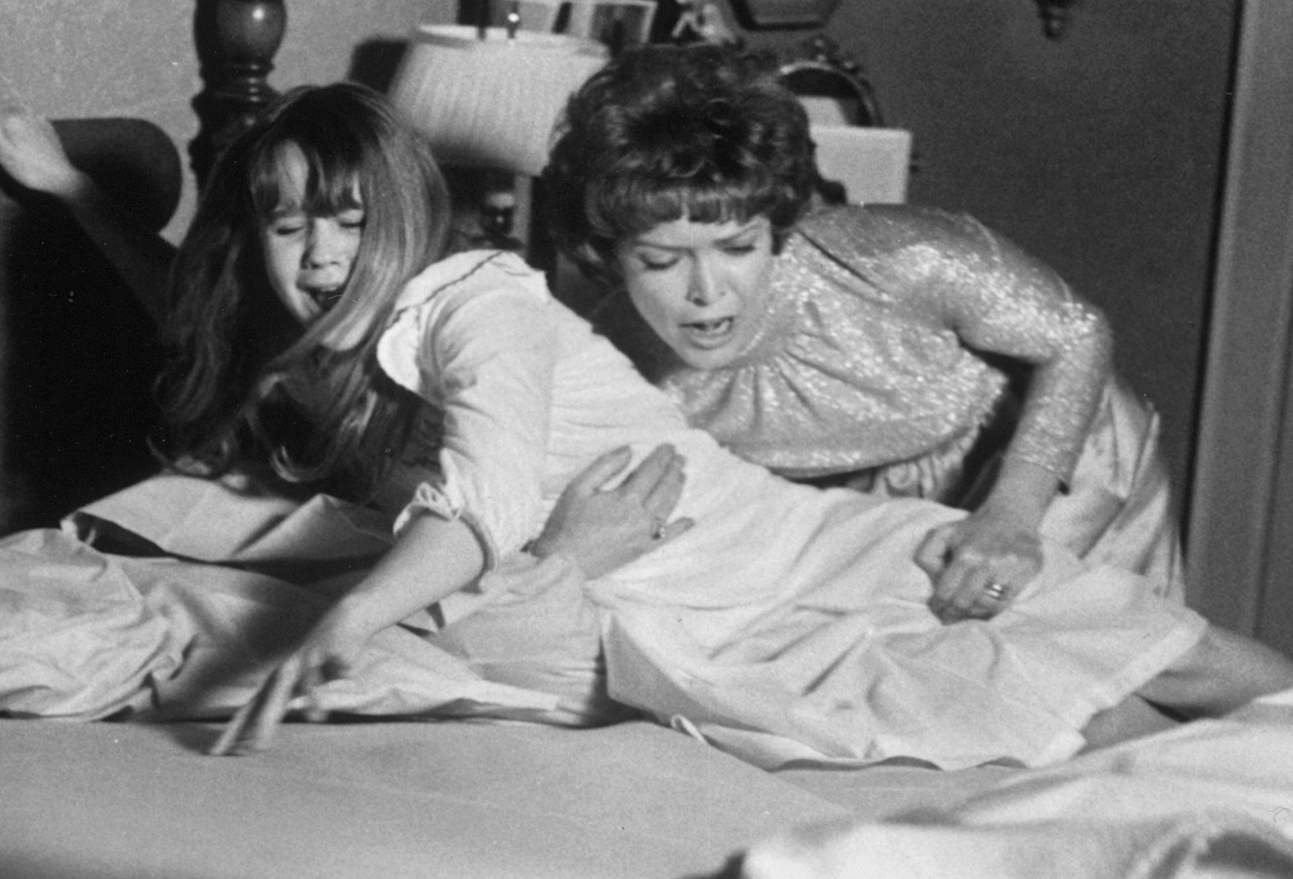
Herečky Linda Blair a Ellen Burstyn během natáčení filmu Vymítač ďábla.

Ve Washingtonu, DC., pracuje herečka Chris MacNielová na novém filmu, režírovaném jejím přítelem Burkem Denningsem. K této příležitosti si pronajala dům ve čtvrti Georgetown, kde zaměstnává služebnictvo a žije se svou 12letou dcerou Regan. Chris se musí potýkat s problémy, vzniklými nedávným rozvodem, a zároveň se bojí o to, jak tato skutečnost doléhá na citlivou Regan. Ve stejné čtvrti žije a pracuje vystudovaný psychiatr, a nyní kněz, Damien Karras. Ten cítí vinu, že zanechal o samotě svou nemocnou matku v New Yorku (za kterou občas dojíždí) a zároveň se potýká s krizí své víry. Damienova matka záhy umírá, což jeho osobní potíže ještě prohlubuje. Chris slýchává v pronajatém domě podivné zvuky, a Regan se jí svěří o svém imaginárním kamarádovi "kapitánu Howdym", se kterým komunikuje pomocí tabulky Ouija. V místním kostele je znesvěcena sochy Panny Marie. 
Chris pořádá večírek, na kterém se setkává s přítelem Karrase, otcem Dyerem. Chris se jej vyptává na Karrase, neboť jej občas vídá v sousedství. Večírek přerušuje Regan, když vchází do místnosti jakoby v transu, a vzápětí se pomočuje. Později téhož večera se Reganina postel, i s dívkou samotnou, začne nekontrolovatelně otřásat. Damienovi se téhož večera zjeví se snu obličej démona. 
Regan podstupuje sérii fyzicky i psychicky vyčerpávající lékařských vyšetření, které však nic neodhalují. Přesto se postupem času stává čím dál více neovladatelnou. Trpí náhlými záchvaty, během niž se u ní projevuje abnormální síla, sebepoškozování a občasné změny hlasu. Jedné noci nalézá Chris dům úplně prázdný, kromě Regan spící v ložnici s otevřeným .loknem. Vzápětí se Chris dovídá, že Burke Dennings byl nalezen mrtev na úpatí pouličního schodiště - přímo pod Reganiným oknem. 
Smrt Denninge vyšetřuje detektiv William Kinderman, jenž se domývá, že jeho smrt souvisí s nedávným znesvěcením kostela. Během konzultace případu svěřuje Karrasovi, že Burke Dennings byl nalezen na ulici pod schody s hlavou kompletně otočenou dozadu. Reganin stav se mezitím zhoršuje  - je celá posetá vředy a musí být připoutána na lůžko. Lékaři Chris sdělují, že by možným psychologickým přínosem, pro osobu v takovémto stavu, mohlo být formální provedení exorcismu. Kinderman navštěvuje Chris a sděluje jí podezření, že Dennings vypadl z Reganina okna. Po jeho odchodu Chris slyší neznámý chraplavý hlas a Reganin křik, načež se rozběhne do jejího pokoje. V místnosti létají předměty vzduchem a Regan masturbuje zakrváceným krucifixem. Chris se jí jej snaží vzít, načež ji posednutá Regan prudce odhodí na druhý konec místnosti a telekinezí zatarasí dveře, přičemž otočí kompletně dozadu svou hlavu a promluví oním neznámým chraplavým hlasem.  
Zoufalá Chris vyhledá Damiena Karrase a požádá ho o exorcismus. Během dvou návštěv Karrase o sobě Regan prohlašuje cizím chraplavým hlasem, že je sám ďábel. Démon mluví cizími jazyky, zvrací knězi do obličeje, hýbe předměty za jeho zády a vzpouzí se poté, co na něj Karras chlístne kohoutkovou vodu, o které předtím tvrdil, že je svěcená. Důkazy tak nejsou pro vymítání dostatečné. Zoufalá Chris se svěří Karrasovi o domněnce, že posedlá Regan zabila Denningse. Pozdě v noci zavolá Reganina chůva Sharon Karrasovi, aby přišel do domu a oba jsou poté svědci, jak se Regan zhmotní na hrudi nápis „pomozte mi“. Karras je stále na pochybách, jde však svého nadřízeného požádat o oprávnění k provedení exorcismu. Ten souhlasí s podmínkou, že samotný rituál provede zkušený kněz, zatímco Karras bude asistovat. K provedení vymítání ďábla je povolán Lankester Merrin. 
Merrin dorazí do domu a varuje Karrase, že démon se bude bránit všemi dostupnými prostředky. Během rituálu démon oba proklíná a zaměřuje pozornost na Karrasovu krizi víry a jeho výčitky ze smrti matky. Oba kněží po prvním pokusu chvíli odpočívají a Merrin užívá léky na srdce. Karras poté sám vejde do pokoje, kde zatím démon na sebe vzal podobu jeho matky a vyčítá mu svou smrt, což kněze zlomí. Merrin posílá Karrase pryč a sám pokračuje v rituálu. Po otázce Chris, zda její dcera zemře, nachází Karras znovu sílu a vrací se do pokoje, kde nalézá Merrina mrtvého. Rozzuřený kněz se vrhá na démona v těle Regan, začíná jej zuřivě bít a vyzývá ho, aby vstoupil do něj. Démon Karrasovi strhne z krku medailon svatého Josefa a vstoupí do něj, čímž osvobodí Regan. Karras démona v sobě potlačuje, vrhá se z okna a padá ze schodů. Chris a Kinderman vcházejí do pokoje. Chris běží k plačící Regan a Kinderman sleduje nastalý zmatek. Otec Dyer dává Damienu Karrasovi, ležícímu v kaluži krve, před smrtí poslední pomazání.  
Uplyne krátká doba a MacNeilovi se připravují k odchodu z Georgetownu. Přichází se rozloučit otec Dyer. Regan, přestože si z doby svého posednutí nic nepamatuje, zaujme jeho kolárek, a políbí kněze na tvář. Když MacNeilovi dojíždí, Chris z okénka předává Dyerovi medailon svatého Josefa, který našla v Reganině pokoji.

## Obsazení
| Ellen Burstynová        | Chris MacNeil                |
| Max von Sydow           | Otec Lankester Merrin        |
| Jason Miller            | Otec Dr. Damien Karras, S.J. |
| Linda Blair             | Regan MacNeil                |
| Lee J. Cobb             | poručík William F. Kinderman |
| Kitty Winn              | Sharon Spencer               |
| Jack MacGowran          | Burke Dennings               |
| Father William O'Malley | Otec Joseph Dyer             |
| Peter Masterson         | Dr. Barringer                |
| Robert Symonds          | Dr. Taney                    |
| Barton Heyman           | Dr. Samuel Klein             |
| Arthur Storch           | psychiatr                    |
| Mercedes McCambridge    | hlas démona                  |
| Eileen Dietz            | tvář démona                  |

## Lokace

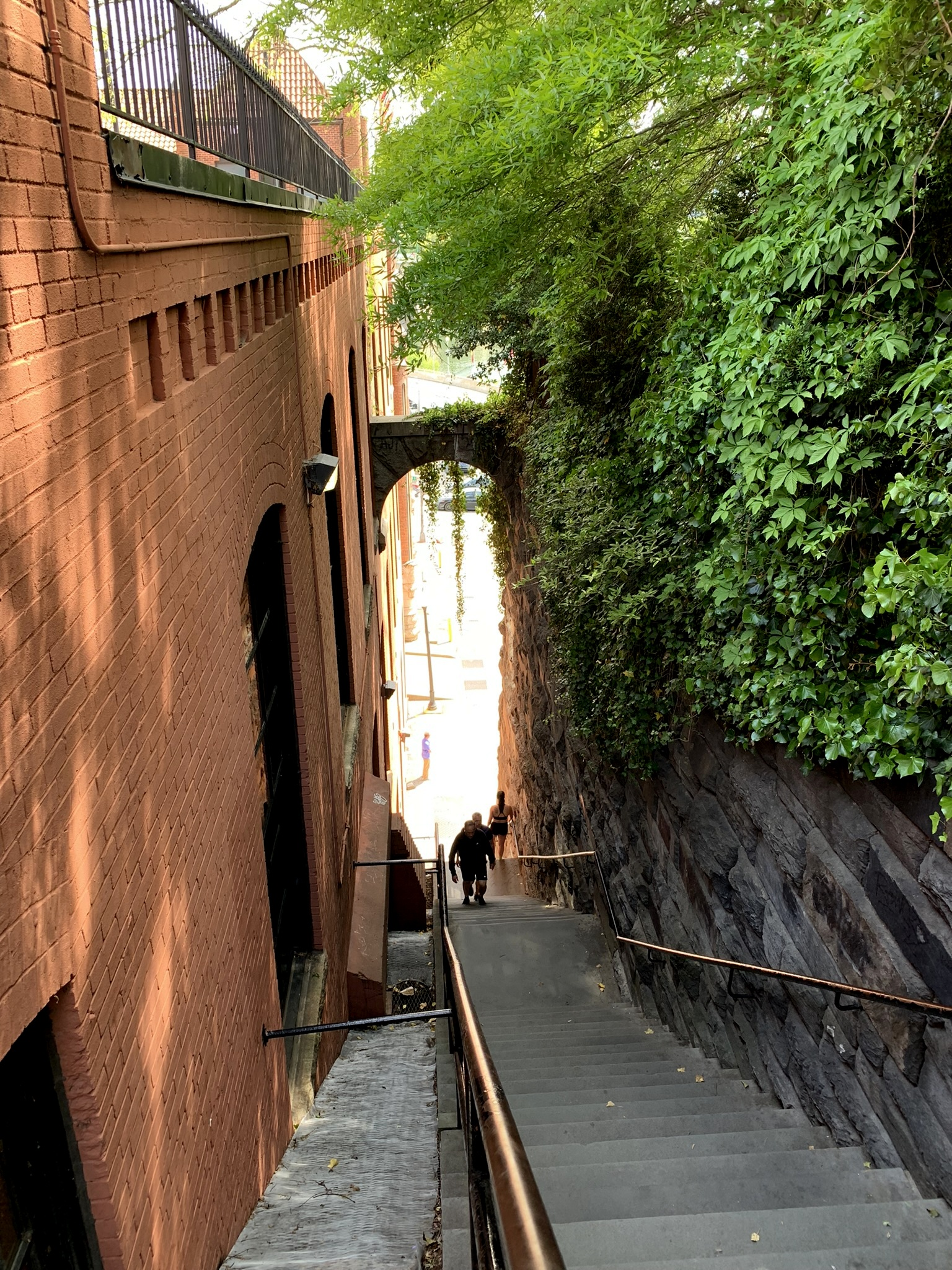
"The Exorcist Steps". Schodiště v Georgetownu, ve Washingtonu D.C., na kterém přišly o život dvě filmové postavy.

Úvod filmu je natáčen v iráckém Mosulu a jeho okolí. Archeologické vykopávky byly prováděny ve starověkém městě Hatra. Většina exteriérů byla natočena v USA, ve městech Washington , D.C. a New York. Interiéry byly převážně natáčeny v newyorském CECO Studios. Natáčení exteriérních scén ve Washingtonu, D.C. probíhalo ve čtvrti Georgetown, charakteristické pro svou novogotickou a georgiánskou zástavbu, a na místní Georgetown university. 